# 田中登志於
田中 登志於（たなか としお、1935年6月2日 - ）は、日本の経営者。田辺製薬社長、会長を務めた。

## 経歴
福井県出身。1959年に京都大学農学部を卒業し、同年に田辺製薬に入社。1991年6月に取締役に就任し、1994年6月に常務、1995年6月に専務を経て、1997年6月に社長に就任。2002年6月に会長に就任し、2003年6月から相談役を務めた。